# Sankt Anna am Aigen
Sankt Anna am Aigen è un comune austriaco di 2 357 abitanti nel distretto di Südoststeiermark, in Stiria; ha lo status di comune mercato (Marktgemeinde). Il 1º gennaio 2015 ha inglobato il comune soppresso di Frutten-Gießelsdorf.